# Alejandro Bustillo
Alejandro Gabriel Bustillo Madero (Buenos Aires, 18 marzo 1889 – Buenos Aires, 3 novembre 1982) è stato un architetto, pittore e scultore argentino.

## Biografia
Fu l'autore di diverse opere architettoniche di natura sia pubblica che privata, tra cui l'Hotel Llao Llao, il Casinò di Mar del Plata, il Monumento nazionale alla Bandiera, la Cattedrale di Nostra Signora del Nahuel Huapi, Villa Devoto e l'Estancia Villa Maria.